# Юскевич-Красковська Єлизавета Іванівна
Єлизавета Іванівна Юскевич-Красковська, до шлюбу Анастасієнко (1822—20 лютого (3 березня) 1884, Київ) — київська співачка, відома виконанням українських народних пісень, кілька з них записав у неї Микола Лисенко. Спілкувалася з багатьма відомими діячами української культури, зокрема з Михайлом Чалим, Іваном Сошенком, Тарасом Шевченком та Пантелеймоном Кулішем, з останнім мала стосунки. Дружина Івана Юскевича-Красковського.

## Життєпис
Єлизавета Анастасієнко народилася у 1822 році у Воронькові на Київщині. У 1841 році одружилася з Іваном Юскевичем-Карасовським, викладачем Другої київської гімназії. У шлюбі народила вісім дітей, п'ять синів і три доньки. Мешкали Юскевичі-Карасовські у власному будинку за адресою Орининська вулиця № 10, ріг Михайлівського завулку, їх часто відвідували українські діячі, зокрема Михайло Чалий та Іван Сошенко. Також у будинку Юскевич-Красковських зупинялися під час відвідування Києва Пантелеймон Куліш та Тарас Шевченко.
Цей будинок, всупереч протестам громадськості, був знесений в 1978 році, на його місці споруджено клуб КДБ УРСР ім. Ф. Дзержинського. На фасаді будинку встановлено меморіальну дошку Шевченку.
За свідченнями Миколи Білозерського, шурина Пантелеймона Куліша, останній до свого весілля з Ганною Барвінок у 1847 році зустрічався з Єлизаветою Юскевич-Красковською. Саму жінку Білозерський назвав «відомою куртизанкою», яка славилася виконанням українських пісень та «люб'язністю до студентів». Марко Вовчок називала Єлизавету першим коханням Куліша та шкодувала, що листування закоханих лишилося неопублікованим. Пантелеймон Куліш періодично знищував своє любовне листування.
Тарас Шевченко неодноразово перебував у Юскевич-Красковських, востаннє 12–13 серпня 1859 року, це була остання ніч поета в Києві. Єлизавета співала для гостя українські пісні, водночас вона почула від Шевченка пісню «У Києві на ринку п'ють козаки горілку», яку він записав у селі Фастівці влітку 1846 року.
Композитор Микола Лисенко у межах своєї етнографічної роботи зі збирання та вивчення української народної пісні ⁣бачився з Єлизаветою Юскевич-Красковською і записав від неї кілька пісень. Зокрема дві пісні, яка вона чула від Шевченка, «У Києві на ринку п'ють козаки горілку» та «Ох і зійди, зійди ти, зіронько, да вечірняя».

## Виноски
1. ↑  Юске́вич-Краско́вський Іван Данилович (1807  — 9 [21] вересня 1887). 1832 року закінчив Харківський університет. У 1837—1960 викладав латинську мову в Другій київській гімназії. Мешкав у Києві на розі Ірининської вулиці й Михайлівського провулка (будинок не зберігся). Був знайомий з Тарасом Шевченком (імовірно, ще з 1840-х). Перед від’їздом із Києва поет 12—13 серпня 1859  року зупинявся в пана, де зустрічався зокрема з Іваном Сошенком, Михайлом  Чалим, Іваном Гудовським. На будину існувала меморвальна дошка (не збережена)[1][2].